# مارسل اوئو
مارسل اوئو (فرانسوی: Marcel Huot‎; زاده ۹ سپتامبر ۱۸۹۶ – درگذشته ۲۳ آوریل ۱۹۵۴) دوچرخه‌سوار اهل فرانسه بود.